# Кин, Чарлз
Чарлз Джон Кин (англ. Charles John Kean; 18 января 1811, Уотерфорд, Ирландия — 22 января 1868, Ливерпуль) — английский актёр и театральный режиссёр.

## Биография
Сын великого английского актёра Эдмунда Кина. Образование получил в Итоне. Дебютировал как актёр в 1827 году на сцене театра Друри-Лейн. В 1830—1833 годах жил в США, эту страну актёр и впоследствии неоднократно посещал с гастролями (в 1839, 1861 и 1866 годах). С 1833 года выступает в Ковент-Гардене, где был признан лучшим исполнителем шекспировских ролей. Был известен также как исполнитель ролей в салонной мелодраме и французской романтической драме.
Режиссёрская деятельность Ч. Кина берёт начало в 1850 году, когда он возглавляет «Театр Принцессы», признанный придворным театром. В нём мастер за 9 лет сумел поставить 17 шекспировских драм. Каждый из спектаклей был замечательно продуман и с исторической, и с художественной, и с этнографической стороны. Так, в постановке «Сарданапала» в 1853 году Ч. Кин воспользовался материалами, полученными накануне при археологических раскопках столицы Ассирии — Ниневии, и даже раздавал перед спектаклем зрителям специальный археологический «пояснительный листок». При работе над шекспировскими драмами подготовка была не менее совершенной. Так, когда игрался «Венецианский купец», то из Венеции была специально привезена большая гондола. Прекрасно прорабатывались также и массовые сцены.
Именно Ч. Кину принадлежит организация в английском театре системы устойчивого репертуара. Ранее каждый спектакль исполнялся всего несколько раз. Теперь же постановка не сходила со сцены по 100—200 раз, что давало возможность «обкатать» его, и в этот период иметь достаточно времени на подготовку нового спектакля. Творчество Ч. Кина положило основу «режиссёрскому театру» современности.